# Municipio Jesús de Machaca
Das Municipio Jesús de Machaca liegt im Departamento La Paz im südamerikanischen Anden-Staat Bolivien.

## Lage im Nahraum
Das Municipio Jesús de Machaca ist eines von sieben Municipios der Provinz Ingavi und liegt im zentralen Teil der Provinz. Es grenzt im Norden an das Municipio Tiahuanacu und an das Municipio Guaqui, im Nordwesten an das Municipio Desaguadero, im Westen an das Municipio San Andrés de Machaca, im Süden an die Provinz Pacajes, im Osten an das Municipio Viacha und im Nordosten an die Provinz Los Andes.
Das Municipio hat 69 Ortschaften (localidades), der Verwaltungssitz des Municipio ist Jesús de Machaca mit 604 Einwohnern im zentralen Teil des Municipios; größte Ortschaften in dem Municipio sind Titicani Tucari mit 913 Einwohnern und Corpa mit 783 Einwohnern. (Volkszählung 2012)

## Geographie
Das Municipio Jesús de Machaca liegt auf einer mittleren Höhe von 4000 m südlich des Titicacasees auf dem bolivianischen Altiplano zwischen den Anden-Gebirgsketten der Cordillera Occidental im Westen und der Cordillera Central im Osten.
Die mittlere Jahrestemperatur der Region liegt bei 8 °C, der Jahresniederschlag beträgt 500 bis 600 mm (siehe Klimadiagramm El Alto). Die Region weist ein ausgeprägtes Tageszeitenklima auf, die Monatsdurchschnittstemperaturen schwanken nur unwesentlich zwischen 7 °C im Juli und 11 °C im Dezember. Die Monatsniederschläge liegen zwischen unter 10 mm in den Monaten Juni und Juli und nahe 100 mm von Dezember bis Februar.

## Bevölkerung
Die Einwohnerzahl des Municipios ist zwischen 1992 und 2024 um mehr als ein Drittel angewachsen:
| Jahr | Einwohner | Quelle       |
| ---- | --------- | ------------ |
| 1992 | 12.687    | Volkszählung |
| 2001 | 13.247    | Volkszählung |
| 2012 | 14.950    | Volkszählung |
| 2024 | 16.957    | Volkszählung |

Das Municipio hatte bei der letzten Volkszählung von 2012 eine Bevölkerungsdichte von 17,8 Einwohnern/km². Die Lebenserwartung der Neugeborenen lag im Jahr 2001 bei etwa 62 Jahren, die Säuglingssterblichkeit ist von 7,5 Prozent (1992) auf 7,0 Prozent im Jahr 2001 gesunken.
Der Alphabetisierungsgrad bei den über 15-Jährigen beträgt 85,4 Prozent, und zwar 94,1 Prozent bei Männern und 77,5 Prozent bei Frauen (2001).
67,5 Prozent der Bevölkerung sprechen Spanisch, 97,2 Prozent sprechen Aymara und 0,2 Prozent Quechua. (2001)
90,2 Prozent der Bevölkerung haben keinen Zugang zu Elektrizität, 36,6 Prozent leben ohne sanitäre Einrichtung (2001).
64,5 Prozent der insgesamt 4.239 Haushalte besitzen ein Radio, 1,3 Prozent einen Fernseher, 37,7 Prozent ein Fahrrad, 0,5 Prozent ein Motorrad, 0,7 Prozent ein Auto, 0,1 Prozent einen Kühlschrank und 0,3 Prozent ein Telefon. (2001)

## Politik
Ergebnis der Regionalwahlen (concejales del municipio) vom 4. April 2010:
| Wahl- berechtigte |  | Wahl- beteiligung | gültige Stimmen |  | MAS-IPSP | MACOJMA |
| ----------------- |  | ----------------- | --------------- |  | -------- | ------- |
| 5.548             |  | 5.165             | 3.565           |  | 2.228    | 1.337   |
|                   |  | 93,1 %            | 69,0 %          |  | 62,5 %   | 37,5 %  |

Ergebnis der Regionalwahlen (elecciones de autoridades políticas) vom 7. März 2021:
| Wahl- berechtigte |  | Wahl- beteiligung | gültige Stimmen |  | J.A.LLALLA.L.P. | MAS-IPSP | MTS     | PDC    | PBCSP  | VENCEREMOS | SOL.BO |
| ----------------- |  | ----------------- | --------------- |  | --------------- | -------- | ------- | ------ | ------ | ---------- | ------ |
| 6.195             |  | 5.602             | 4.859           |  | 1.931           | 1.878    | 505     | 159    | 109    | 75         | 67     |
|                   |  | 90,43 %           | 87,38 %         |  | 39,45 %         | 38,37 %  | 10,32 % | 3,25 % | 2,23 % | 1,53 %     | 1,37 % |

## Gliederung
Das Municipio untergliederte sich bei der letzten Volkszählung von 2012 in die folgenden zehn Kantone (cantones):
- 02-0806-02 Kanton Jesús de Machaca – 5 Ortschaften – 1.281 Einwohner
- 02-0806-04 Kanton Santo Domingo de Machaca – 3 Ortschaften – 976 Einwohner
- 02-0806-06 Kanton Aguallamaya – 14 Ortschaften – 2.129 Einwohner
- 02-0806-07 Kanton Chama – 9 Ortschaften – 2.031 Einwohner
- 02-0806-15 Kanton Santa Ana de Machaca – 2 Ortschaften – 480 Einwohner
- 02-0806-18 Kanton Villa Asunción de Machaca – 14 Ortschaften – 3.735 Einwohner
- 02-0806-19 Kanton Khonkho San Salvador – 2 Ortschaften – 664 Einwohner
- 02-0806-20 Kanton Kalla Tupac Katari – 9 Ortschaften – 2.477 Einwohner
- 02-0806-23 Kanton Cuipa España de Machaca – 7 Ortschaften – 755 Einwohner
- 02-0806-25 Kanton Mejillones de Machaca – 4 Ortschaften – 422 Einwohner

## Ortschaften im Municipio Jesús de Machaca
- Kanton Jesús de Machaca
  - Jesús de Machaca 604 Einw.

- Kanton Santo Domingo de Machaca
  - Santo Domingo de Machaca 504 Einw.

- Kanton Chama
  - Chama 472 Einw.

- Kanton Villa Asunción de Machaca
  - Titicani Tucari 913 Einw. – Corpa 783 Einw.

- Kanton Kalla Tupac Katari
  - Sullkatiti Titiri 527 Einw. – Kalla Baja 521 Einw. – Yauriri San Francisco 509 Einw. – Kalla Tupac Katari 144 Einw.